# U TV
U TV este un post de televiziune muzical lansat în 2005. Postul este deținut de Digi din mai 2011, care deține canalele muzicale Music Channel și H!T Music Channel. 
Inițial, U TV a fost fondat și operat de Sorana Urdăreanu, fiica omului de afaceri Tiberiu Urdăreanu, proprietarul UTI Grup. Versiunea HD a U TV a fost lansată pe 9 aprilie 2010, inițial disponibilă la UPC. În prezent, versiunea HD este disponibilă  prin cablu exclusiv abonaților Digi.
U TV este disponibil tuturor operatorilor de televiziune în versiune standard (SD) în România. Este disponibil și la anumiți operatori din Republica Moldova. Împreună cu Music Channel, U TV este disponibil abonaților Digi din Spania și Portugalia și a fost disponibil anterior în țările unde Digi a operat televiziune prin cablu sau satelit.

## VJ-i
- Mircea Vâlcu (2012—2019)
- Mihaela Cozmolici (2012—2018)
- Liza Sabău (2013—2019)
- Andreea Din (din 2018)
- Daniela Untu (din 2018)
- Oana Zara (din 2020)
- Andra Brebu (din 2020)
- Sebastian Coțofană (din 2019)

## Emisiuni
- Music Brunch
- UTops
- Coffee sounds great
- Everything is awesome!
- All about Music
- DND My Night